# Pheidole balatro
Pheidole balatro (лат.) — вид муравьёв рода Pheidole из подсемейства Myrmicinae (Formicidae). Центральная Америка: Гватемала, Гондурас, Коста-Рика. 

## Этимология
Видовое название дано по признаку контрастирующей двухцветной «шутовской» окраске, так как в Древнем Риме балатро был профессиональным шутом, с соответствующей окраской арлекина.

## Описание
Мелкие муравьи. Солдаты (крупные рабочие): ширина головы 0,81 мм, длина головы равна 0,79 мм, длина скапуса — 0,52 мм. Мелкие рабочие: ширина головы 0,44 мм, длина головы равна 0,46 мм, длина скапуса — 0,49 мм. Окраска двухцветная, с резко контрастирующими чёрными головой и брюшком, светло-оранжевой мезосомой. Всё тело покрыто отстоящими волосками. Стебелёк между грудкой и брюшком состоит из двух члеников: петиолюса и постпетиолюса (последний четко отделен от брюшка).
Мелкие рабочие: лицо гладкое и блестящее; задний край головы в основном округлый с небольшой медиальной выемкой при виде спереди; промезонотальная борозда отсутствует; дорсальный и латеральный вид пронотума гладкий и блестящий; мезонотум и проподеум сверху слабо окаймлены; катэпистернум в основном гладкий и блестящий, с полосой окаймления сзади; проподеальные зубцы шиповидные, около одной трети длины задней поверхности проподеума; брюшко гладкое и блестящее; прямые волоски на дорсуме мезосомы и брюшка; голени без прямых волосков.
Крупные рабочие (солдаты): голова несколько сердцевидная, с сильной затылочной выемкой; внутренние гипостомальные зубцы крепкие, близко расположенные; лицо в основном ямчатое, покрытое шершавыми бороздками, продольными в передней части, становящимися сетчатыми в задней части, скульптура более слабая на вершинных лопастях; проподеальные шипы несколько направлены назад, около одной трети длины задней поверхности проподеума; верх брюшка гладкий и блестящий; бока головы с обильными короткими прямыми волосками; обильные короткие прямые волоски на верхней части мезосомы и брюшка; голени без прямых волосков.
Последовательность оснований ДНК и морфология позволяют предположить, что P. balatro и Pheidole tuxtlasana являются родственными видами. Pheidole tuxtlasana — это вид низменных тропических лесов, встречающийся от Веракруса (Мексика) до Карибского побережья Гондураса. Pheidole balatro — высокогорный вид, встречающийся от северного Гондураса до северо-западной части Коста-Рики. Эти два вида встречаются в непосредственной близости в северной части Гондураса, но разделяются по высоте.
Pheidole balatro является частью мимикрирующего комплекса, встречающегося в горных лесах Центральной Америки, с центром в Гондурасе. Pheidole zannia — ещё один гондурасский вид, распространенный в горных районах, примерно такого же размера, как P. balatro, и с таким же ярким арлекиновым рисунком окраски. Эти два вида часто являются симпатрическими. Они находятся в отдаленном родстве, филогенетически широко разделены. В каждом случае их ближайшие родственники не имеют рисунка «арлекин». Хотя и не так часто, в тех же местах обитания встречаются неописанный вид муравьёв рода Tapinoma и неописанный вид Brachymyrmex, которые также имеют резкий арлекиновый рисунок. Эти узоры неизвестны у Tapinoma и Brachymyrmex. Вид был описан в 2019 году американским мирмекологом Джоном Лонгино (англ. John T. Longino; The Evergreen State College, Олимпия, штат Вашингтон).